# Adam Ginter
Adam Ginter est un céiste polonais pratiquant la course en ligne.

## Palmarès

### Championnats du monde de canoë-kayak course en ligne
- 2002 à Séville,  Espagne
  -  Médaille d'or en C-4 1000 m
  -  Médaille de bronze en C-4 500 m

- 2003 à Gainesville,  États-Unis
  -  Médaille d'argent en C-4 500 m
  -  Médaille de bronze en C-4 1000 m

- 2005 à Zagreb,  Croatie
  -  Médaille de bronze en C-4 500 m

- 2010 à Poznań,  Pologne
  -  Médaille de bronze en C-1 4 x 200 m

### Championnats d'Europe de canoë-kayak course en ligne
- 2010 à Trasona  Espagne
  - 7e en C-1 200 m